# 本光国師日記
『本光国師日記』（ほんこうこくしにっき）は、禅僧で、江戸時代初期に活躍した金地院崇伝の日記。慶長15年（1610年）から寛永10年（1633年）まで20年以上に渡る。原題は『案紙』。全47巻47冊。原本は金地院が所蔵しており、『紙本国書本光国師日記』として国の重要文化財に指定されている。内容は書状の写しなどが多い。
崇伝自身が幕府の政策決定に関わっていたことから、寺社や朝廷に対する幕府の政策などを知ることができる貴重な史料。のちに新井白石が、この日記の重要性に鑑み、正徳3年（1713年）、金地院に命じて写本を提出させた。このときの記録では全47冊となっているが、1904年（明治37年）2月18日付で古社寺保存法により丙種国宝（現行制度では重要文化財に該当）に指定された際の記録では46冊となっており、第47冊は内閣文庫所蔵の写本でしか確認できない。

## 刊本
- 『本光国師日記』全5巻〈大日本仏教全書 第138-142冊〉（仏書刊行会、1915年 - 1922年）
- 『新訂 本光国師日記』全7巻（副島種経校訂、続群書類従完成会、1966年 - 1971年）